# 東急設計コンサルタント
株式会社東急設計コンサルタント（とうきゅうせっけいコンサルタント、英:Tokyu Architects & Engineers INC.）は、東京都目黒区中目黒に本社を置く、日本の組織系建築設計事務所である。東急グループを構成する企業のひとつである。略称は「東急設計」「TAE」。
建築設計事務所だけでなく、建設コンサルタント、都市計画コンサルタントとしての機能も有している。

## 概要
1963年7月、東急不動産株式会社に設立された設計監理部を前身とする。当初は東急グループのインハウス設計事務所であった。
1973年4月に分離独立して設立。1976年に本社を東京都渋谷区から現在の目黒区中目黒に移し、現在に至る。
株主である東急株式会社と東急不動産を主要顧客とする一方で、近年は大手デベロッパーや小売企業、東急電鉄以外の鉄道事業者や交通事業者を顧客とするプロジェクトも数多く手掛けており、グループ外の企業からも業務を受注を伸ばしている。
また、東急グループに属する企業のなかでも、同グループを構成する東急と東急不動産の両社が株主となっている珍しい企業である。
なお、社名が類似している東急建設株式会社とは、設計者と工事施工者として同じプロジェクトに参画することはあるものの、両社に資本関係は存在しない。

## 特徴

### 組織建築設計事務所・建設コンサルタント・都市計画コンサルタントとして
意匠、設備、構造設計と積算の各部門を抱える組織建築設計事務所としての一面だけではなく、建設コンサルタントと都市計画コンサルタントとしての実績も有しており、異なる専門分野の技術者が同一企業内で業務を行う、同業他社と比較しても稀有な組織体制をとっている。
そのため、主に郊外や市街地の大規模開発、再開発プロジェクトでは、都市計画策定や開発行為等の初期段階から、建築物や土木構造物の設計・監理業務までを同社単独で一貫して手がけることができる点において、他の組織建築設計事務所や建設コンサルタントとは一線を画している。
この点を「まちづくり技術のワンパッケージサービス」と表しており、自社を街づくりを一貫して手掛けることができる「まちづくりの会社」と自称している。

### 東急グループの企業として
東急グループ内で、建築設計、建設コンサルタント、都市計画コンサルタントの技術を有する唯一の企業であり、古くは東急田園都市線沿線の多摩田園都市開発をはじめとする東急線沿線の開発における集合住宅や商業施設の設計、宅地造成等の都市基盤整備の分野など、建築・土木・都市計画の各分野で実績を残している。
近年では、「渋谷駅周辺開発プロジェクト」などの大規模再開発や、「二子玉川東地区市街地再開発事業（二子玉川ライズ）」、「たまプラーザ駅周辺開発計画（たまプラーザテラス）」、「南町田拠点創出まちづくりプロジェクト（南町田グランベリーパーク）」など、東急沿線の特徴のひとつである「駅を中心とした街づくり」の多くに参画している。
なお、2023年1月現在、渋谷駅周辺再開発で既に竣工している「渋谷ヒカリエ（2012年3月竣工）」、「渋谷ストリーム（2018年8月竣工）」「渋谷スクランブルスクエア（東棟）（2019年8月竣工）」の各プロジェクトの全てに携わった、唯一の設計事務所である。
また、東急グループで鉄道・軌道事業を行っている東急電鉄から、駅舎、軌道、高架橋など鉄道施設の設計を数多く受注しており、建築設計と建設コンサルタントの両面で同事業に携わっている点も、グループ内でこれらの専門技術を有する企業としての特徴の一つである。

## おもな作品・業績
- 109シネマズ富谷（2003年）
- Bunkamura （石本建築事務所と共同）
- F・BLANC（2002年）
- JR東急目黒ビル（2002年）
- L・プラッツ西白井（2000年）
- L・フロール香澄公園（2001年）
- N-CITY宅地造成計画
- アーベイン志木キッズガーデン（1997年）
- あざみ野地区集合住宅開発計画（横浜市）
- アスタくにづか3番館（2004年）
- アルス香里園山手ネクサージュ（2002年）
- アルス三軒茶屋エストライフ（2002年）
- アルス大阪狭山（2003年）
- アルス豊島園（2004年）
- イエローハット目黒青葉台店（2000年）
- イトーピア浜田山（1997年）
- イトーヨーカドー成田店（1999年）
- インペリアル代々木の杜（1998年）
- ヴィラージュ・ヴェール（2000年）
- ウィライブ西宮北口（1998年）
- ウィンディコートたまプラーザ（横浜市）
- ウォーターレジデンス大津アクアエール（2004年）
- オーベル桜上水（2001年）
- オリコ今福ビル（2003年）
- カサベラセントラルプラザ長田（1999年）
- カルム吉祥寺ミューグランデ（1999年）
- 太陽カントリークラブ（静岡県駿東郡小山町、石勝エクステリアと）
- キャナルワーフタワーズ（2000年）
- クオリア銀座（2003年）
- グッディプレイス（2003年）
- グランクレールあざみ野（2004年）
- グランケアあざみ野（2004年）
- グランチェルト大倉山（2003年）
- グランツオーベル小石川（1996年）
- グランツオーベル目白近衛町（2001年）
- グランデュール代沢（1998年）
- グランド・ルー学芸大学（2002年）
- グランフォーレ戸塚ヒルブリーズ（2002年）
- グランベリーモール（東京都町田市、株式会社北山創造研究所、東急総合研究所、シュアーズ　パシフィカコーポレーションと）
- グリーンハイツ八千代（1998年）
- クリオレジダンス津田沼（2001年）
- クリオ三ノ輪壱番館（2000年）
- クリオ川崎小田公園壱番館（2000年）
- クリオ相模原伍番館（1999年）
- クリオ淵野辺六番館（1997年）
- クレッセント東中野レジデンス（2002年）
- クレッセント東京サウス（2002年）
- コトーあざみ野クレーヴェル（2000年）
- ニセコ東急ゴルフコース（北海道虻田郡倶知安町、石勝エクステリアと）
- サウスフロントタワー町田（1999年）
- ジェントルコート美しが丘（2000年）
- しらさぎ台団地残地土地利用計画（茨城県）
- すすき野地区集合住宅開発計画(横浜市)
- スリーハンドレッドクラブクラブハウス（2003年）
- セフレ六甲（2003年）
- 東急セブンハンドレッドクラブ（千葉県千葉市緑区、石勝エクステリアと）
- セルリアンタワー
- セレナヴィータ新浦安（2003年）
- ソフィア旧軽井沢（2001年）
- たちばな台集合住宅開発計画(横浜市)
- ドレッセ田園調布プレゼンス(東京都大田区田園調布, 設計組織プレイスメディア（ランドスケープ）栗生総合計画事務所と）
- サミットゴルフクラブ（茨城県新治郡八郷町, 石勝エクステリアと）
- テラス宮崎台（2000年）
- テラス南大泉（2001年）
- テラス氷川台（2002年）
- ドレッセたまプラーザマシェリ（2005年）
- ドレッセ鷺沼（2003年）
- ドレッセ大倉山（2003年）
- ドレッセ田園調布プレゼンス（2004年）
- ドレッセ美しが丘（2003年）
- ドレッセ目黒インプレスタワー（2004年）
- ニチメン心斎橋ビル（1999年）
- 季美の森ゴルフ倶楽部（千葉県大網白里市季美の森、石勝エクステリアと）
- 栃木の森ゴルフコース（栃木県栃木市大久保町、石勝エクステリアと）
- ハーヴェストクラブスキージャム勝山（1999年）
- パークステージ碑文谷（1999年）
- ハートスクエア21朝霞（2000年）
- ワンハンドレッドヒルズ（石勝エクステリアと）
- ビッグウィーク京都（1999年）
- ビッグウィーク軽井沢（1999年）
- ビッグウィーク蓼科（2001年）
- ビッグウィーク伊豆高原（2001年）
- ビッグウィーク箱根強羅（2002年）
- びゅうパルク萩中（2004年）
- ヒューマンズガーデン和泉（2000年）
- フィシオ笹塚（2003年）
- フェアロージュ淵野辺（1996年）
- フェアロージュ哲学堂（1998年）
- フェアロージュ南平台（2000年）
- フェアロージュ津田沼（2000年）
- フェスタ立花（2000年-2002年）
- フォレストシティ千里丘（2002年）
- プレステージ池田山クレアモント（1998年）
- プレステージ赤坂氷川町（1999年）
- プレステージ浜田山ジヴェルニー（2003年）
- プレッセ目黒店（2003年）
- フロントシティー与野ト（1996年）
- ベルジューレ軽井沢（2003年）
- ベルタワー（1999年）
- マークス亀戸（1998年）
- メイフェアパークス溝の口（2002年）
- メッツ大曽根（2002年）
- モデラ・ピークス戸塚（2005年）
- ライオンズガーデン船橋夏見台（2003年）
- ライフスクエア滝野公園（1998年）
- ライム長津田壱番館（1998年）
- ライム長津田　弐番館（1998年）
- エメラルドコーストゴルフリンクス（沖縄県宮古郡下地町, 石勝エクステリアと）
- リビオ多摩センターパークトラス（2003年）
- ルネ・アイン（2000年）
- ルネグランディル 千里の森（2003年）
- ルネ芦屋川ロザリウム（2000年）
- ルネ神戸旧居留地109番館（2004年）
- ルネ北千里古江台アンソレイユ（2000年）
- レオニス駒沢公園（2000年）
- 鰻谷スクエア（2001年）
- 浦安日の出地区住宅地開発計画（千葉県）
- 浦安地区集合住宅開発計画（千葉県）
- 荏子田第1街区,第24街区宅地造成計画(横浜市)
- 横濱仲町台パークヒルズ（2000年）
- 横濱北寺尾ヒルステージ（2000年）
- 荻窪二丁目シティハウス（2001年）
- 恩田第五-5,74街区宅地造成計画(横浜市)
- 可児市花のミュージアム
- 花のミュージアム（2004年）
- 花フェスタ記念公園花のミュージアム（岐阜県）
- 海老名市北部公園体育館（2000年）
- 大多喜城ゴルフ倶楽部（千葉県夷隅郡大多喜町, 石勝エクステリアと）
- 季美の森住宅地開発計画（千葉県）
- 東急宮古島リゾート等々のリゾート計画, 石勝エクステリアと）
- 宮崎台集合住宅開発計画(横浜市)
- 京王高幡ショッピングセンター（2004年）
- 狭山市稲荷山地区宅地造成計画（埼玉県）
- 全日空万座ビーチホテルランドスケープデザイン, 石勝エクステリアと）
- 栗原地区集合住宅開発計画(横浜市)
- 恵比寿NRビル（2002年）
- 恵比寿イーストビル（1998年）
- 恵比寿ビジネスタワー（2003年）
- 経堂レジデンス（2003年）
- 警視庁高井戸警察署（1999年）
- 警視庁大森警察署庁舎（2002年）
- 剣山第2-4街区宅地造成計画(横浜市)
- 犬山住宅地街づくり計画
- 元住吉リリエンハイム（1996年）
- 元石川商業施設基盤整備計画(横浜市)
- 御殿場商業施設基盤整備計画(横浜市)
- 幸町団地（千葉県、東京ランドスケープ研究所と）
- 広島東映プラザビル（1995年）
- 港南中央商業施設開発計画(横浜市)
- 港北ニュータウン仲町台地区集合住宅開発計画(横浜市港北区)
- 香林坊地区（中心市街地）再開発事業 (石川県金沢市, アール・アイ・エーと、金沢都市美文化賞第10回記念特別賞)
- 合歓の郷分譲別荘地開発計画
- 那須国際カントリークラブ （栃木県那須郡那須町, 石勝エクステリアと）
- 国分寺市地域障害者総合福祉センター（2003年）
- 佐倉市染井野地区宅地再整備計画（千葉県）
- 座間相武台地区集合住宅開発計画(神奈川県)
- 三戸・小網代土地区画整理（基本計画）(神奈川県)
- 三戸小網代計画基本計画（神奈川県, ラック計画事務所と）
- 三番町東急ビル（2001年）
- 参宮橋集合住宅開発計画
- 市川市高石神地区宅地造成設計（千葉県）
- 市川市南八幡地区宅地造成設計（千葉県）
- 酒々井第一区画整理事業設計（千葉県）
- 住吉山手コモンズ（2003年）
- 渋谷マークシティ（日本設計と共同）
- 渋谷新南口ビル（2000年）
- 昭島市保健福祉センター（2001年）
- 松風台宅地造成設計(神奈川県)
- 松濤ガーデン（1998年）
- 上恩田56,71街区宅地造成計画(神奈川県)
- 上尾地区集合住宅開発計画（埼玉県）
- 上北沢集合住宅開発計画
- 上北沢コートテラス（2002年）
- 上野毛地区宅地造成計画
- 上用賀宅地造成設計
- 新習志野地区集合住宅開発計画（千葉県）
- 新石川1丁目集合住宅開発計画(神奈川県)
- 新川島屋敷通り建替基盤整備設計
- 神奈川県内大学新築基盤整備計画(神奈川県)
- 神奈川中央交通多摩営業所（2000年）
- 神奈中相模大野ビル（1999年）
- 成田吉倉土地区画整理設計（基本計画）（千葉県）
- 清瀬南地区集合住宅開発計画（埼玉県）
- 聖路加ガーデン
- 西五反田集合住宅開発計画
- 西船橋集合住宅土木工事設計（千葉県）
- 青い森セントラルパーク
- 青葉台フォーラム（1996年）
- 仙台商業施設造成設計
- 小見川東急ゴルフクラブ（千葉県香取郡小見川町, 石勝エクステリアと）
- 泉パークタウン第6住区基本計画（宮城県仙台市）
- 泉ビレッジ（宮城県仙台市）
- 染井野ショッピングセンター基盤整備計画（千葉県）
- 船橋夏見台地区集合住宅開発計画（千葉県）
- 東京全日空ホテル（東京都, 石勝エクステリアと）
- 足立区立島根小学校（2002年）
- 袖ヶ浦6丁目宅地造成計画（千葉県）
- 多井畑南町宅造計画
- 多摩しんぼく地区宅地造成設計(東京都多摩市)
- 多摩ニュータウン集合住宅開発計画,豊ヶ丘地区集合住宅開発計画
- 多摩田園都市等の街並み作り及び都市計画（東京都ほか, 石勝エクステリアと）
- 多摩東三田地区集合住宅開発計画(神奈川県)
- 多摩八王子11-11街区他整備実施設計
- 天ヶ代ゴルフ倶楽部（千葉県市原市, 石勝エクステリアと）
- 大磯プレイス（2000年）
- 大久保集合住宅開発計画（千葉県）
- 大場第一-8街区宅地造成計画(神奈川県)
- 大曽根ショッピングセンター開発計画 (名古屋)
- 大田区立糀谷小学校（1997年）
- 第2明和ビル（1999年）
- 谷津3丁目宅地造成設計（千葉県）
- 池ノ谷戸市営住宅立替敷地造成基本計画(神奈川県)
- 中志津土地区画整理（実施設計）(神奈川県)
- 仲町台パークヒルズ（2000年）
- 潮見駅前プラザ二番街（2002年）
- 調布柴崎マンション（1999年）
- 長南街づくり計画（千葉）
- 辻堂砂場区画整理(神奈川県)
- 鶴見北寺尾地区集合住宅開発計画(神奈川県)
- 田園調布地区集合住宅開発計画
- 土気東土地区画整理実施設計（千葉県）
- 筑波東急ゴルフクラブ（茨城県つくば市, 石勝エクステリアと）
- 勝浦東急ゴルフコース（千葉県勝浦市, 石勝エクステリアと）
- 東急ストア上尾店（1999年）
- 東急スポーツオアシス住吉店（1999年）
- 東急ドエルアルス逗子（1997年）
- 東急ドエルプレステージ浜田山（1997年）
- 東急ドエルアルス堺フェニックス（1998年）
- 東急ドエルアルス鷺沼ネクステージ（1999年）
- 東急ドエルアルス北堀江（2001年）
- 東急ドエルアルスたまプラーザ美しが丘（2001年）
- 東急ドエルイディオスあざみ野（2001年）
- 東急ドエル藤沢ヴィレッジ
- 東急ニューシティあすみが丘（千葉県千葉市緑区あすみが丘, 石勝エクステリアと）
- 東急あすみが丘ブランニューモール（2000年）
- 東急あすみが丘ボウル（2000年）
- 東急ハーヴェストクラブ斑尾（1996年）
- 東急ハーヴェストクラブ蓼科アネックス（1999年）
- 東急ハーヴェストクラブ旧軽井沢（2001年）
- 東急ハーヴェスト箱根甲子園（2003年）
- 東急ハーヴェストクラブ那須（2006年）
- 東急ビューレジデンス市ヶ谷河田町（2003年）
- 東急百貨店日吉店（1995年）
- 東京三菱銀行川崎支店（2002年）
- 東急キャピトルタワー (観光企画設計社 設計共同企業体)
- 東急虎ノ門ビル
- 東条町東山地区レクリェーションパーク事業 (兵庫県東条町)
- 藤が丘住環境開発計画(横浜市)
- 南山地区地盤劣化対策検討外業務 (兵庫県東条町)
- 南多摩地区B-6若葉台東二次造成設計
- 南町田集合住宅開発計画
- 日吉駅東西自由通路
- 日本橋一丁目ビルディング
- 日本橋丸善東急ビル
- 日本橋本町東急ビル（2004年）
- 白馬東急ホテル（1996年）
- 八王子市内大学新築基盤整備計画
- 八千代台集合住宅開発計画（千葉県）
- 八柱駅第2ビル（2003年）
- 碑文谷集合住宅開発計画
- 浜松町スクエア（2004年）
- 浜松町スクエア
- 富士見市立ふじみ野交流センター（2002年）
- 武蔵工業大学横浜キャンパス（1997年）
- 保木28,58街区宅地造成計画(神奈川県)
- 豊島区池袋保健所（1999年）
- 北千里古江台開発 (大阪府吹田市)
- 枚方岡山手町開発計画 (大阪府枚方市)
- 幕張ベイタウンマリンフォート（2003年）
- 明石朝霧開発計画 (兵庫県明石市)
- 薬円台5丁目集合住宅開発計画（千葉県）
- 悠・粋・知　三規庭（2004年）
- 有田東急分譲地設計（和歌山県有田郡）
- 用賀駅周辺地区・世田谷ビジネススクエア（東京都世田谷区、アーキテクトファイブらと, 「都市景観大賞」入賞）
- 練馬早宮地区集合住宅開発計画

- 市営明倫住宅 兵庫県尼崎市
- 東急有馬マンション 兵庫県神戸市
- 住吉山手コモンズ 兵庫県神戸市

- 阿倍野A1地区第二種市街地再開発事業
- （仮称）大島3丁目PJ
- 新京成電鉄北習志野駅駅舎と駅前ビル及びペデストリアンデッキ
- 武蔵境駅SC
- 京急糀谷駅駅舎改修
- 京急蒲田駅駅舎改修
- みなとみらい21MM41街区プロジェクト
- 新亀有SC外装色彩計画
- 新静岡セノバ (静岡市の大型商業施設

2011年)
- 東京メトロ銀座線 渋谷駅(2020年)

## 沿革
出典が無い限りは東急設計コンサルタント公式ホームページサイトを出典とする
- 1963年（昭和38年）

7月 東急不動産設計監理部（東京急行工務部､東急不動産技術部の技術者等約50名）が発足し、南平台東急ビル（東急スカイライン）で業務開始
- 1973年（昭和48年）
  - 4月 東急不動産設計監理部を分離独立し、資本金5,000万円似て（株）東急設計コンサルタント設立　
  - 12月 東急不動産から東京急行へ当社株40,000株を譲渡
- 1974年（昭和49年）

10月 大阪事務所を支店とする
- 1976年（昭和51年）

本社ビル（中目黒3-1-33）を購入し、更に増改築し、移転。
- 1992年（平成4年）

2月 資本金を1億円に増資
- 1999年（平成11年）

ISO9001認証取得
- 2003年（平成15年）

ISO14001認証取得
- 2018年（平成30年）

本社1階来客、打ち合わせスペースをT-LOUNGEに改称しリニューアル
- 2019年（令和元年）

大阪支店を関西支店に名称変更